# Äkta säng
Äkta säng är ett ålderdomligt begrepp för att beskriva äktenskapet och dess rättsverkningar. Uttrycket äkta säng återfinns i översättningen av Hebreerbrevet 13:4. "Äktenskapet må hållas i ära bland alla, och äkta säng bevaras obesmittad; ty otuktiga människor och äktenskapsbrytare skall Gud döma."
Anna Maria Lenngren har diktat om äkta säng i Epigram (1783:N.o 44).
Dorilla av sin mor, jag vet ej av hvad aning,
Fick om sin äkta säng en lång och kysk förmaning;
Dorilla tänkte då: Må ske,
Jag denna äkta säng skall helig aktning ge;
Men om min äkta kanapé,
Och vad sig där kan förete,
Skall ej min man få någon spaning.
Barn födda i äkta säng hade förr större möjlighet än oäkta barn till arv, offentliga ämbeten och andra privilegier. Skillnaden i status har varierat över tiden och varierar mellan olika samhällen.